# Rectarcturus kophameli
Rectarcturus kophameli är en kräftdjursart som först beskrevs av Axel Ohlin 1901.  Rectarcturus kophameli ingår i släktet Rectarcturus och familjen Rectarcturidae. Inga underarter finns listade i Catalogue of Life.